# Thrasymédès
Dans la mythologie grecque, Thrasymédès (en grec ancien Θρασυμήδης / Thrasumếdês) est l'un des fils de Nestor et, comme son frère Antiloque, il participe à la guerre de Troie aux côtés de son père où il dirige un contingent de 15 vaisseaux (source ? il n'est pas cité dans le catalogue des vaisseaux). Il prend part à de nombreux combats (mais souvent au second plan), comme celui autour du corps de son frère face à Memnon. Il est l'un des guerriers qui prennent place dans le cheval de Troie. Il revient sans encombre à Pylos après la guerre et accueille cordialement Télémaque à la recherche de son père. Il a un fils nommé Sillos.

## Sources
- Pseudo-Apollodore, Bibliothèque [détail des éditions] [lire en ligne] (I, 9, 9).
- Homère, Iliade [détail des éditions] [lire en ligne] (IX, 80 et suiv. ; X, 196 et suiv. ; X, 255 et suiv. ; XVI, 317 et suiv.), Odyssée [détail des éditions] [lire en ligne] (III, 39 ; III, 442 et suiv.).
- Hygin, Fables [détail des éditions] [(la) lire en ligne] (XCVII).
- Pausanias, Description de la Grèce [détail des éditions] [lire en ligne] (IV, 31, 11 ; IV, 36, 2).
- Quintus de Smyrne, Suite d'Homère [détail des éditions] [lire en ligne] (II, 342 ; XII, 319).